# Paulette Gayral
Paulette Gayral-Engerbaud (París, 1921 - 2002) fue una algóloga, botánica, taxónoma, y exploradora francesa.
Desarrolló su carrera académica y científica, como profesora titular ordinario del Laboratorio de Algología, de la Facultad de Ciencias, de la Universidad de Caen.

## Algunas publicaciones
- françoise Ardhé, paulette Gayral. 1961. Quelques Grateloupia de l'Atlantique et du Pacifique. Revue Algol. 6 (1): 38-48.

### Libros
- p. Gayral-Engerbaud, joël Cosson. 1997. Les algues du littoral: Atlantique, Manche, mer du Nord. Guides couleurs. Nature. Ed. Ouest-France, 32 p. ISBN 2737322154, ISBN 9782737322150
- --------------------------, ---------------. 1986. Connaître et reconnaître les algues marines, v. 4. Ed. Ouest-France, 220 p. ISBN 285882956X, ISBN 9782858829569
- --------------------------. 1975. Les Algues: morphologie, cytologie, reproduction, écologie. Ed. Doin éditeurs, 166 p. ISBN 2704000514, ISBN 9782704000517
- --------------------------, joël Cosson. 1980. Les Algues. 32 p. ISBN 2858822131 ISBN 978-2858822133
- --------------------------, ---------------. 1973. Exposé synoptique des donnees biologiques sur la laminaire digitée Laminaria digitata. N.º 89 de Synopsis FAO sur les pêches. Ed. Organisation des Nations Unies pour l'alimentation et l'agriculture, 54 p.
- --------------------------. 1966. Les Algues de côtes françaises: (manche et atlantique), notions fondamentales sur l'écologie, la biologie et la systématique des algues marines. Anatomie des vegetaux vasculaires, Ed. Doin, Deren & Cie, 633 p.
- --------------------------, jacques Vindt. 1961. Anatomie des végétaux vasculaires, à l'usage des étudiants des facultés des sciences (S.P.C.N. et botanique) et des facultés de pharmacie, des candidats aux grandes écoles biologiques, aux écoles normales supérieures et aux concours de recrutement de l .... Ed. Montligeon ; París, impr. Caubère, 290 p.
- --------------------------. 1958. Algues de la Côte marocaine v. 2 de @Nature au Maroc, 523 p.
- --------------------------. 1954. Recherches phytolimnologiques au Maroc ; Propositions données par la faculté. Tesis. S.l. 306 p.

## Membresías
- De la Société Botanique de France[5]